# Клер Сити (Јужна Дакота)
Клер Сити (енгл. Claire City) град је у америчкој савезној држави Јужна Дакота.

## Демографија
По попису из 2010. године број становника је 76, што је 9 (-10,6%) становника мање него 2000. године.
| Група             | 2000.      | 2010.      |
| Белци             | 75 (88,2%) | 60 (78,9%) |
| Афроамериканци    | 0 (0,0%)   | 1 (1,3%)   |
| Азијати           | 0 (0,0%)   | 0 (0,0%)   |
| Хиспаноамериканци | 0 (0,0%)   | 3 (3,9%)   |
| Укупно            | 85         | 76         |